# Bundesgartenschau 1977

Das Logo der BUGA 1977

Die Bundesgartenschau 1977 fand vom 29. April bis zum 23. Oktober 1977 in der baden-württembergischen Landeshauptstadt Stuttgart statt. 

## Eckdaten
In den 178 Tagen, an denen die Bundesgartenschau für das Publikum geöffnet war, hatte sie sieben Millionen Besucher. Sie fand auf einem 44 Hektar großen Gelände statt. Die Schau stand unter dem Motto: „Grün- und Freiflächen in der Stadt – Maßstab einer menschenwürdigen Umwelt“, oder auch „Blumen statt Bauten“ Die Leitung hatte Oberstadtdirektor Hans-Dieter Künne inne, der sich eines Planungsstabes um Mitarbeiter des Gartenbauamts unter Führung des Ingenieurs Friedrich Goes, bediente. Heute wird das Gelände des Schlossgartens als extensiver, offener Park genutzt.
Der größte Teil des Gartenschaugeländes lag im Gegensatz zu den vorangegangenen Schauen Stuttgarts, die Reichsgartenschau 1939, die Deutsche Gartenschau 1950 und die Bundesgartenschau 1961, erstmals vornehmlich im Gelände des „Unteren Schlossgartens“ und Teilen des Rosensteinparks, was für den Eigentümer, das Land Baden-Württemberg, eine hohe Eigenbeteiligung an den Kosten nach sich zog. Das Land finanzierte 12,5 Millionen DM, Dritte steuerten 2,2 Millionen DM zu.

## Presse, Werbung und Öffentlichkeitsarbeit
Jede Gartenschau hat ihr Signet. Der Fellbacher Grafiker Otto Rieger erreichte unter 29 Mitstreitern 1975 den Zuschlag mit seinem Emblem „einer Blume auf dem liegenden S“, wobei das S für Stuttgart stand. 1976 wurde die erste Broschüre gedruckt. Der Hauptprospekt erschien 1977. Eine Million Exemplare wurden verschickt. Ein dreiteiliger Führer befasste sich mit allgemeinen Informationen mit botanischen und gartentechnischen Ausführungen, die Auflage erreichte 80.000 Exemplare.
Der Kontakt zu den Medien wurde über die „Gartenlaube“ gehalten, herausgegeben von der Pressestelle der Gartenschau.
Die Bundesgartenschau wurde von Bundespräsident Walter Scheel und Stuttgarts Oberbürgermeister Manfred Rommel bei strömendem Regen eröffnet.

## Wettbewerbsbeiträge
Der Planungs- und Bauwettbewerb forderte 103 Wettbewerbsunterlagen an. 28 wurden eingereicht. Das Budget war knapp. Das Gelände war aufwändig zu kultivieren und die lange sowie schmale Lage galt es vorteilhaft zu nutzen. Im Dezember 1973 vergab die Jury die Preise. Sie gingen an verschiedene Landschaftsarchitekten, um Hans Luz und andere, die sich in zwei Planungsgruppen aufteilten. Das Ergebnis lieferte am 28. November 1975 die „Sektion Luz“, deren Rahmenplan die Grundlage für weitere Detailentwicklungen legte. Die Durchführungsorganisation oblag in der Folge der Stuttgarter Messe- und Ausstellungs-GmbH.

## Gestaltungen

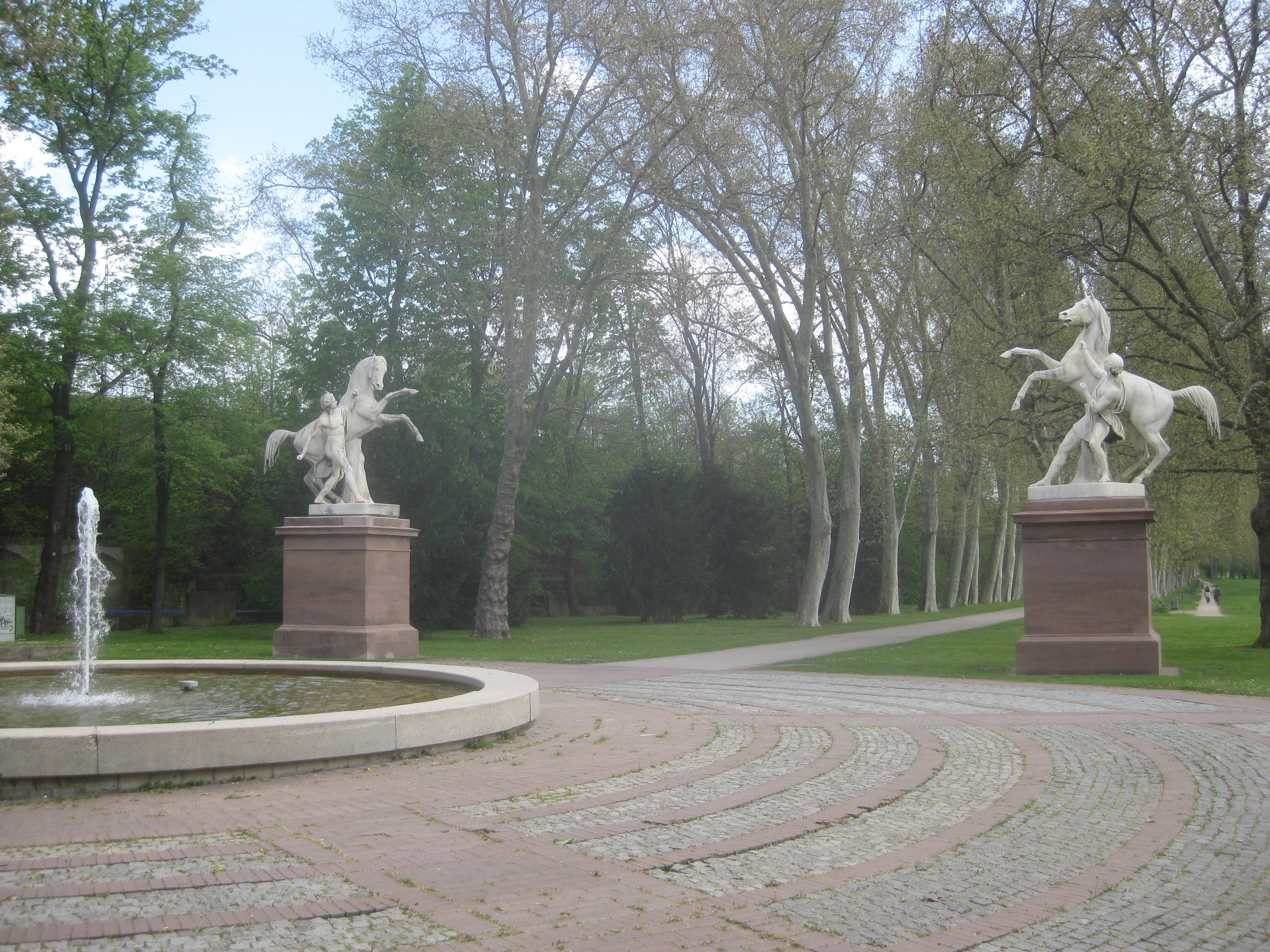
Die Rossebändiger-Skulpturen

Die „Unteren Anlagen“ des Schlossgartens waren bereits zu Zeiten des Königreich Württembergs im 19. Jahrhundert angelegt worden. Die bestehende Gliederung wurde aufgegriffen und saniert. Die Platanenallee an der nordwestlichen Flanke des Unteren Schlossgartens bildete mit ihren royalistischen Zügen einen Kontrast zur landschaftlichen Gestaltung des übrigen Parks und wurde deshalb bewahrt. In den Park wurde eine zusätzliche großzügige Promenade gesetzt, die dem Besucher half, das Gelände kennenzulernen und neu geschaffene Spiel- und Aufenthaltsbereiche anzusteuern.

Die Konzeption sah vor: 

„Besucher sollen von der Spielwiese angeregt werden, die eher passive Haltung des interessierten Spaziergängers zu überwinden und am Spielgeschehen aktiv mitzuwirken“

Das Spielhaus und ein „Brio-Kletter-System“ wurden winterfest gemacht und stehen bis heute den Kindern als Besucher im Park zur Verfügung.
Da die „Cannstatter Straße“ eine Querspange durch den einheitlichen und historisch gewachsenen Komplex setzte, wurde ein Abschlussrondell gesetzt, das sich gegen die Straße behaupten sollte. Die 1844–1847 von Ludwig von Hofer geschaffene zweiteilige Skulpturengruppe aus Carrara-Marmor, „Rossebändiger“, bildete dabei am westlichen Ende der „Unteren Anlagen“ einen portalartigen Zugang zur Allee. Viele der 2800 Bäume wurden krankheitsbedingt gefällt, 4200 neu gepflanzt. Der Nesenbach, der durch die Schlossgartenachse fließt war längst verdolt, weshalb das „Nesenbächle“ als Quellbach angelegt wurde und über den „Schwefelsee“ zum „Schwanensee“ am Fuß des Rosensteinhügels fließt. Auf den verschiedenen Seen (Eissee, Inselsee) schwammen während der Schau künstliche Blumeninseln. Eine mehr als 1000 Meter lange Lärm- und Sichtschutzwand zur B 14 wurde eingezogen.

## Schwanenplatz

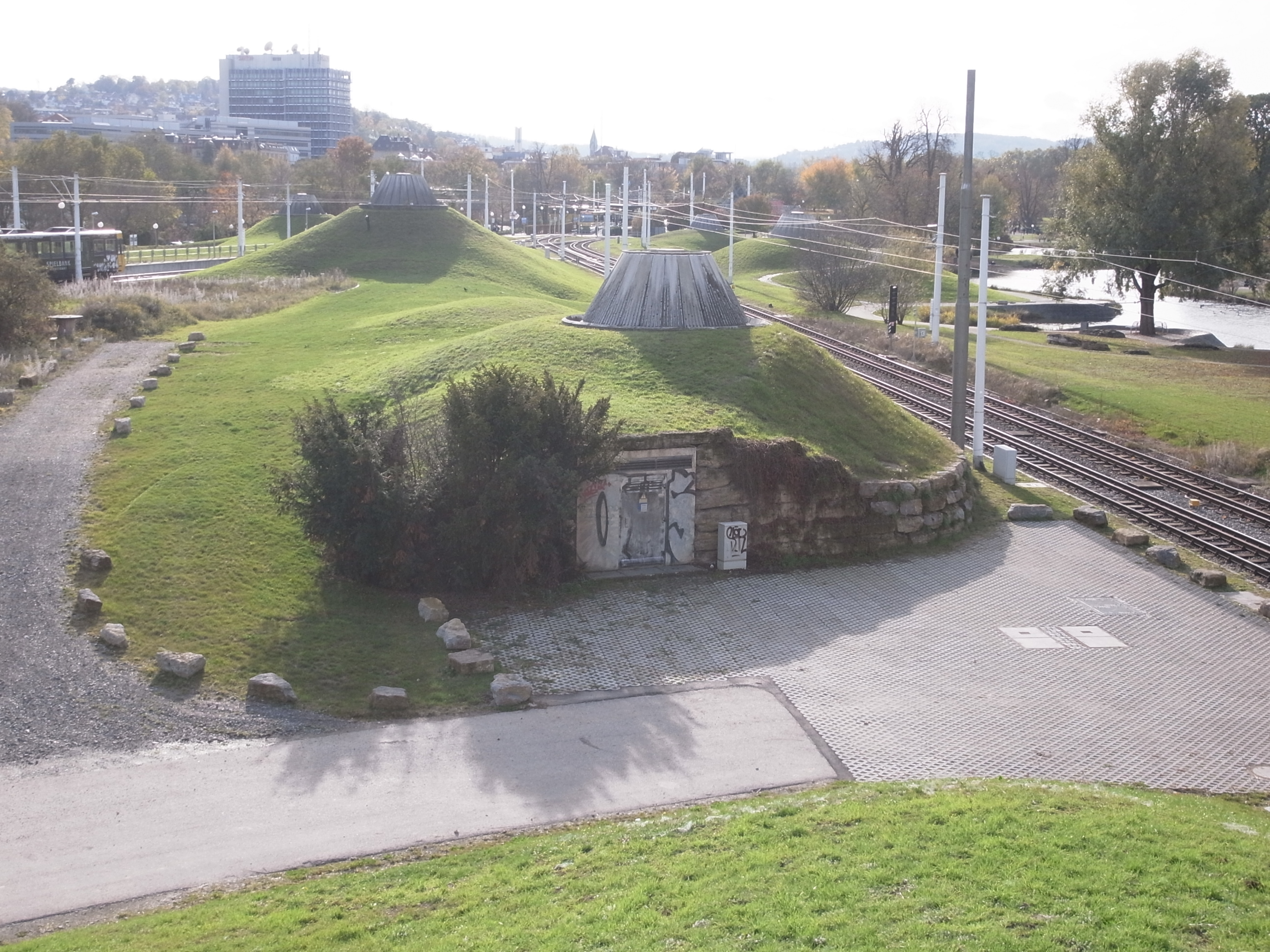
Fünf der zehn „Berger Sprudler“ (2012)

Einer der zentralen Punkte der BUGA 1977 war der „Schwanenplatz“. Bis zur Schau stellte er einen öden Verkehrsknotenpunkt in der Infrastruktur Stuttgarts dar. An der Stelle trafen zwei Bundesstraßen und drei Straßenbahnlinien aufeinander, die es nunmehr zu entflechten galt, die größte Herausforderung, die an die Gartenschaubetreiber gestellt wurde. Die Straßen wurden übertunnelt und störten das Bild fortan nicht mehr.
So gelang es, den Schwanenplatz zu einem Mittel- und Verknüpfungspunkt für die bis dahin getrennt voneinander wirkenden Parkteile zu gestalten. Der „Untere Schlossgarten“ im Westen, der Rosensteinpark im Norden, das „Berger Insele“ (Standort des Mineralbads Leuze) im Osten, der „Seilerwasen“ auf der anderen Neckarseite im Nordosten und der Park der Villa Berg im Süden waren zu einer gegliederten Einheit verbunden worden. Zum Wahrzeichen der Schau wurden zehn eigens angelegte Geysire, die „Berger Sprudler“. Diese symbolisieren die reichen Mineralwasservorkommen in der unmittelbaren Umgebung (Stuttgart-Berg) und bestehen aus fünf Meter hohen Betonkegeln, erbaut von den Professoren Hans Lutz und Max Bächer.

## Rosensteinpark

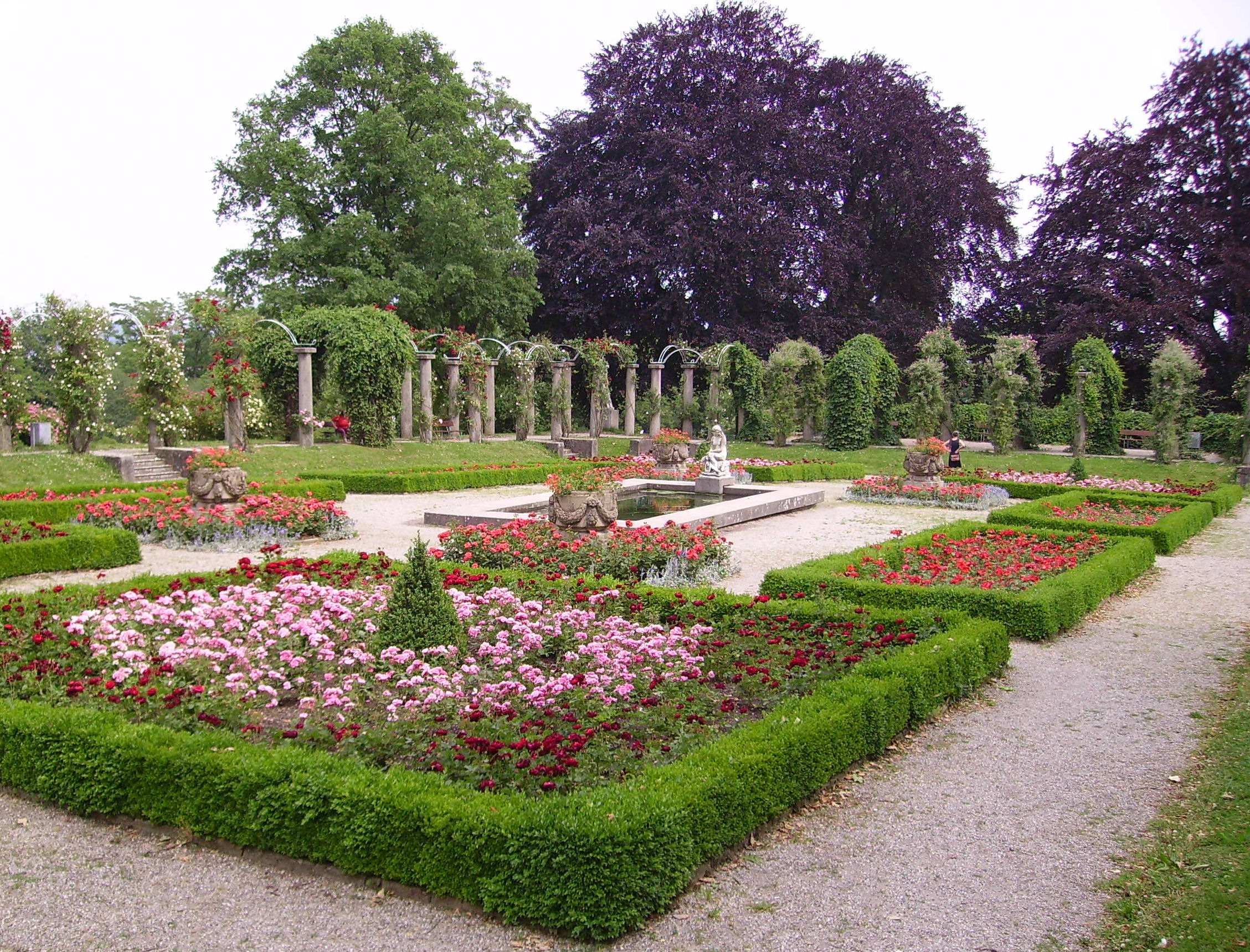
Rosen im alten Karlsgarten südlich des Rosensteinschlosses (2006)

Im Rosensteinpark wurde das Motto „Kreuz und quer durch den Garten“ verfolgt (Musterkleingärten). Die Wiese des Rosensteinschlosses überließen die Gestalter zugunsten von Wildpflanzen weitestgehend sich selbst. Um die Sichtzüge zum Neckar, zum Schloss und nach Berg zu verbessern, wurde der Baumbestand ausgelichtet.
Andererseits gab es intensiv kultivierte Passagen im Park. Südlich der Kleingärten gestaltete das Gartenbauamt die Ausstellung „Grabbepflanzung und Grabmal“. Firmengärten informierten die Besucher über Themen wie die Birnenzucht, die Unterhaltung von Nutz- und Ziergärten, die Bedeutung der Koniferen und Bienenweiden, die Verwendung von Materialien für den Garten und Düngemittel.
In Anlehnung an historische Vorbilder wurde der Karlsgarten mit Rosen bepflanzt, wobei kriechende ebenso wie rankende Pflanzen das Bild prägten und noch heute prägen. Ehemals im „Oberen Schlossgarten“ angesiedelte Marmorstatuen gaben dem Karlsgarten den Charme eines historischen Ensembles. Im südlichen Fortlauf zu den Anlageseen wurde ein farbig geschwungener Blumen- und Gehölzstreifen angelegt, der „Blumenbändel“. Tausende von Begonien und Strauchmargeriten sowie Flecken von Salbei verliehen der Wegpassage erhebliche Farbenpracht. Im Süden der neuangelegten Parkanlage entstand der Paradiesweg, in dessen Verlauf verschiedene Gartentypen vorgestellt wurden. So der Schrecken eines jeden Gärtners: Der „Unkrautgarten“.

## Brücken und Stege

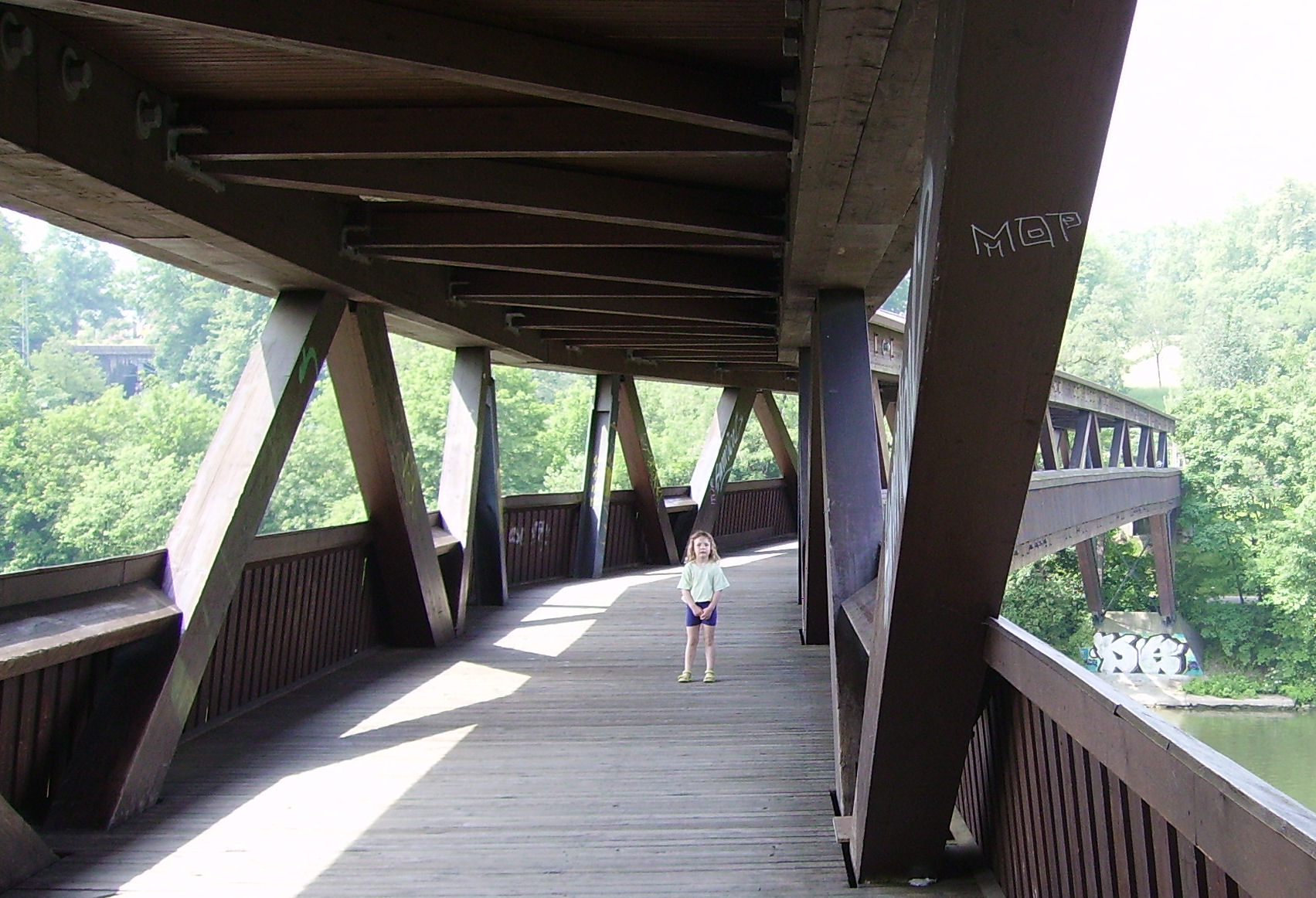
Neckarsteg

Insgesamt wurden zehn Brücken angelegt, um das Gartenschaugelände mit den umliegenden Wohngebieten zu verknüpfen. Die Brücken sind oder waren nach Konstruktion, Gestaltung und verwendeten Baumaterialien sehr unterschiedlich:
- Die „Grüne Brücke“ verbindet den Mittleren und den Unteren Schlossgarten. Die Randkanten sind mit Blumentrögen verziert, woher der Name rührt.
- Der „Heilmannsteg (Dunantsteg)“, geplant von Leonhardt, Andrä und Partner überquert als Balkenbrücke die Straße „Am Neckartor“.
- Dasselbe Büro plante auch die 125 Meter lange „Passerelle Heinrich Baumann“ über die Cannstatter Straße.
- Der „Rieslingsteg“ und der
- „Trollingersteg“ gewährleisteten die ungehinderte Verbindung der Unteren Anlagen mit dem Park der Villa Berg.
- Hintereinandergeschaltet sind die „Rosensteinstege Nr. 1“ und „Nr. 2“. Sie verbinden die Schlossgartenau mit dem Berger Insele. Erstere ist eine von Bauingenieur Jörg Schlaich geplante Hängebrücke in Seilnetzkonstruktion, bogenförmig gekrümmt und an einem 30 Meter hohen Stahlpylon aufgehängt. Der Steg Nr. 2 wird auch die „Schwingende Brücke“ genannt und ist eine 29 Meter Seilsteg aus zwei Tragseilen.
- Ein weiterer Steg ist der „Wasensteg“ über die Schönestraße.
- Der Neckarsteg war 158 m lang, hatte eine Höhe von 8,70 m, wog 210 Tonnen und bestand aus 400 Kubikmetern Holz bei. Er hatte eine geschlossene Bretterverschalung.[1] Die Brücke zählte zu den weitestgespannten Holzbalkenbrücken der Welt. Für die Mittelabstützung wurde das Ende der Schleusenmole genutzt, weshalb die Brücke eine abknickende Längsachse hatte. Im Juli 2016 wurde der Neckarsteg für den Neubau der Eisenbahnbrücke Bad Cannstatt im Rahmen des Bahnprojekts Stuttgart 21 abgerissen.[7]
- Der „Wilhelmasteg“ (im Volksmund wegen seiner Bemalung auch als „Elefantensteg“ bezeichnet) führte über die Neckartalstraße. Entworfen hatten ihn die Architekten Kilpper & Partner. Dieser Steg wurde 2014 im Zuge des Baus des Rosensteintunnels im Verlauf der B 10 abgerissen.

## Bauliche Besonderheiten
Dauer- wie Zeitbauten hatten sich in die Gartenschau in bescheidener Weise zu integrieren. Zumeist lagen sie daher an den Rändern des Gartenschauareals. Dies hatte zudem den Vorteil leichter Auffindbarkeit und verhaltener Bescheidenheit gegenüber der Natur. Für die Zeitbauten wurde ein durchgängiges Baukastensystem etabliert, das sich als kostenextensiv darstellte: Es wurden vornehmlich die Holzbauweise und einfache Dachpyramidenformen für die Anlagen gewählt. Dieses Prinzip verdeutlichte sich an Bauten, wie dem Service-Zentrum, der Weinwirtschaft und dem Biergarten. Ebenso beim Gärtnereihof und der Vielzahl von Verkaufshäuschen.
Größtes Bauwerk der Gartenschau war die „Blumenhalle“ am Schwanensee. Es handelte sich dabei um eine foliengedeckte, lichtdurchlässige Leichtkonstruktion mit einer halbschaligen Kalotte von 50 Metern Durchmesser. 64 stählerne Meridiane ruhten auf einem Fundamentring. 18 Blumenausstellungen wurden dort vorgeführt. Der Sparpolitik der Stadt folgend, wurde die Halle für 600.000 DM angemietet; sie hätte für 800.000 DM käuflich erworben werden können. Dies führte nach der Gartenschau dazu, dass die Halle abgerissen wurde.
Herausragendes weiteres Provisorium war der „Gärtnerpavillon“. Er vereinte das Forum des Zentralverbandes des Gartenbaus auf sich und war ein Versuchsbauwerk der Universität Stuttgart (Massivbau), in welchem der seinerzeit neue Baustoff Glasfaserbeton experimentiert wurde. Im Verhältnis zu seiner Größe dünner als eine Eierschale, handelte sich der Bau den Ruf des „Baus mit dem dünnsten Betondach der Welt“ ein. Der Pavillon fasste 200 Zuschauer. Auch der Pavillon wurde abgerissen.
Ein weiteres Provisorium war die „Blumenbahn“, die die gesamte Längsachse der Aue verkehrte und ursprünglich mit einem Porsche-Verbrennungsmotor ausgerüstet war; nachgerüstet wurde gegen den Prototyp einer umweltfreundlichen E-Lok (Blaupunkt Unterhaltungs-Express). Der Haupteingang am Hauptbahnhof war bis zur „Grünen Brücke“ mit einer elektrischen Bahn auf Gummireifen verbunden (Kleinbahn Bosch), einer Entwicklung eigens für diese Gartenschau.
Am Rand des Mittleren Schlossgartens wurde der Landespavillon gebaut, der im Zuge der Baumaßnahmen zu Stuttgart 21 abgerissen wurde.

## Kunst zur BUGA 1977
Die Stadt Stuttgart sah eine zusätzliche Perspektive für Besuchsanreize darin, dass künstlerische Elemente dargeboten würden und beauftragte in diesem Zusammenhang den Württembergischen Kunstverein Stuttgart Ideen zu erarbeiten. Es gelang, fünf überregional tätige Künstler für ein Projekt zu gewinnen, das sich „Konzept und Raum“ nannte. Künstler der deutschen „Plastik“ generierten Konzepte, die sich der Begehbar- und Erlebbarkeit sowie Verständlichkeit verschrieben. Die Idee lag darin, die Natur und die Plastik in ein symbiotisches Verhältnis der stillen Wechselwirkung zu versetzen. Daraus resultierten Werke wie „12 Kanten“ von Christoph Freimann, „Positiv-Negativ“, „Waagerechte Linie mit drei Flächen“, „Sieben schwarze Schranken“ und „Kubus“ von Hans Dieter Bohnet.

## Wissenswert
Die nächst folgende Bundesgartenschau in Stuttgart war die Internationale Gartenbauausstellung 1993.